# Gutierre-Muñoz
Gutierre-Muñoz és un municipi de la província d'Àvila, a la comunitat autònoma de Castella i Lleó.

## Història
La població de Gutierre-Muñoz sorgeix en l'època medieval a partir de la repoblació del segle xi de les terres d'Àvila, dirigida per Ramon de Borgonya, sota les ordres d'Alfons VI. El seu origen ve d'un poble sorgit arran de la seva posició en una canyada reial. Aquí va morir Alfons VIII de Castella en 1214.